# Димитрий (Ковальницкий)
Архиепи́скоп Дими́трий (в миру Михаи́л Гео́ргиевич Ковальни́цкий; 26 октября [7 ноября] 1839, Вересы, Волынская губерния — 3 [16] февраля 1913, Одесса, Херсонская губерния) — духовный писатель и церковно-общественный деятель, архиепископ Херсонский и Одесский, ректор и профессор Киевской духовной академии.

## Биография
Родился 26 октября 1839 года в семье священника Покровской церкви села Вересы Житомирского уезда Волынской губернии.
В 1859 году окончил Волынскую духовную семинарию, стал 3-м по успеваемости среди выпускников. С 1 октября преподавал в Кременецком духовном училище.
В 1863 году поступил в Киевскую духовную академию, которую окончил в 1867 году 2-м в разрядном списке студентов и был оставлен при академии в качестве преподавателя нравственного богословия; 20 сентября 1868 года утверждён Синодом в ученой степени магистра богословия, вскоре стал бакалавром.
В 1878 году избран экстраординарным профессором. В 1884 году возглавил кафедру древней и новой общей церковной истории. С 1892 года — заслуженный экстраординарный профессор.
Летом 1895 года назначен инспектором Киевской духовной академии.
12 сентября 1895 года пострижен в монашество архимандритом Сергием (Ланиным) в Крестовоздвиженской церкви Киево-Печерской лавры; 14 сентября рукоположён во диакона, затем — в иерея, 24 сентября возведён в сан архимандрита.
5 марта 1898 года назначен ректором Киевской духовной академии, настоятелем киевского Братского монастыря с возведением в сан епископа Чигиринского, викария Киевской епархии; 28 июня состоялась хиротония.
С 27 апреля 1902 года — епископ Тамбовский и Шацкий. Вёл подготовку к прославлению Серафима Саровского, мощи которого лично освидетельствовал.
С 8 февраля 1903 года — архиепископ Казанский и Свияжский. Решив заняться вопросами миссионерства, вступил в затяжной конфликт с братством святителя Гурия Казанского и Переводческой комиссией, которые обвинил в растрате денежных средств.
26 марта 1905 года перемещён на Херсонскую и Одесскую кафедру. Расширил деятельность Свято-Андреевского братства, значительно усилил противосектантскую миссию.
Во время революционных событий в Одессе поддержал монархическое движение и одновременно пытался примирить противоборствующие стороны.
В начале 1906 году стал членом предсоборного присутствия и состоял в нём председателем I отдела — о составе поместного собора и порядке рассмотрения и решения дел на нём.
С 22 апреля 1906 г. по 1907 год — член Государственного Совета.
В 1908 году был председателем комиссии по реформе духовных академий; под его руководством выработан новый устав академий, вскоре потом изменённый.
Умер 3 (16) февраля 1913 года в Одессе. Погребён в приделе свт. Николая Преображенского кафедрального собора Одессы.

## Сочинения
- «О значении национального элемента в историческом развитии христианства». — Киев, 1880.
- Речь при наречении его во епископа Чигиринского 27 июня 1898 года // Труды Киевской духовной академии. — 1898, июль. — С. 6.
- Речь, произнесенная в годичном собрании Церковного Историко-Археологического Общества Казанской епархии 14 сентября 1907 года. — Казань, 1907.
- «Слово, произнесенное 19 июля 1903 года, в день открытия мощей Преп. Серафима в Успенском Соборе Саровской пустыни на литургии».
- «Слово, сказанное 8 июля 1904 г., в праздник явления Казанской иконы Божией Матери» // «Известия Казанской Епархии». — 1904. — № 27-28. — С. 905—908.
- Речь пред вручением жезла Преосв. Хрисанфу, епископу Чебоксарскому, викарию Казанской епархии // «Православный собеседник». — 1904, июнь. — С. 847—851.
- Воззвание к пастве Казанской // «Православный собеседник». — 1905, октябрь. — С. 7—10.
- Речь к воспитанникам Одесской семинарии // Прибавление к «Церковным Ведомостям». — 1905. — № 23. — С. 946—947.